# Mozilla Firefox, Portable Edition
Mozilla Firefox, Portable Edition (korábban Portable Firefox közismertebb nevén Firefox Portable) egy John T. Haller által újracsomagolt Firefox. A program a PortableApps hordozható csomagjában is helyet kapott. A program képes USB flash meghajtóról, CD-ROM-ról, vagy bármilyen más hordozható eszközről elindulni Microsoft Windows, Mac OS X vagy Wine-t használó Linux platformon. A programot nem kell telepíteni, nem hagy semmilyen információt a gépen, nem zavar be semmilyen gépre telepített Firefoxot. (A programot egyébként lehet merevlemezre telepíteni.)
Jelenlegi legfrissebb verzió a 6.0, mely 2011. augusztus 16-án jelent meg. A következő rendszerekkel kompatibilis: Windows 2000, XP, Vista, 7 valamint Unix-alapú rendszerekkel, ha azokra telepítve van a Wine alkalmazás. Ugyanakkor komoly kompatibilitási problémák adódtak a 3-as verzió esetében a WinPE XP and BartPE XP rendszerekkel. Mindazonáltal a 2.0.0.20 verzió kompatibilis a Windows 98, Me, és PE XP rendszerekkel.

## Eltérések a Mozilla Firefoxhoz képest
A Portable verzióban is megtalálhatóak a Firefox fontos szolgáltatásai, mint például a bővítmények használata és az automatikus frissítés. Mindazonáltal bizonyos alapértelmezett funkciókat ki kellett kapcsolni, hogy ezáltal is csökkentsék a flash meghajtóra való írást. Emiatt a 2.0 verziótól kezdve cache és az előzmények ki vannak kapcsolva (a sütik és letöltés-előzmények törlése a program bezárásakor egy Mozilla licenc megállapodás miatt nincs alapértelmezetten bekapcsolva).
A személyes beállítások, könyvjelzők, bővítmények (pl.: Adobe Flash vagy Macromedia Shockwave), telepített kiegészítők és témák mind a flash meghajtón tárolódnak.

## Szolgáltatások
- PortableApps.com indítóközpont - Firefox Portable indítóközpontot is tartalmazza.
- Alapértelmezett profil - Egy alapértelmezett profil van a Firefox mappán belül
- Alapértelmezett böngésző ellenőrzése kikapcsolva - A Firefox nem fogja ellenőrizni, hogy ez az alapértelmezett böngész-e a gépen
- Intelligens letöltés - A Firefox megkérdezi, hogy hova mentsen
- Gyorsítótár kikapcsolása - A böngésző gyorsítótára ki van kapcsolva, ezzel területet spórol, valamint lecsökkenti az írási folyamatokat, ezzel az adathordozó életét hosszabbítja meg
- Intelligens frissítés - Tekintve, hogy a böngésző frissítése alaposan lelassítaná a flash meghajtót, automatikusan frissítés előtt megkérdezi a felhasználót
- PortableApps.com Format - Firefox Portable a PortableApps.com Formatba van csomagolva a PortableApps.com telepítővel együtt. Ez lehetővé teszi, hogy egyszerű telepítést a különböző hordozható adathordozókra, valamint észleli a már telepített PortableApps.com alkalmazásokat, új verzió esetén felajánlja, hogy a régi verzió helyére telepítsen

## Lásd még
- Mozilla Firefox

## Külső hivatkozások
- Firefox Portable Website
- CrossPlatform Mac OS X and Windows Portable Firefox. - Not regularly updated
- Portable Firefox CX, Mac OS X *only* version with Cocoa GUI. Useful also to keep multiple copies of Firefox and to switch multiple profiles. Not regularly updated.
- Origo szoftverbázis - Portable Firefox 3.05 (magyar)